# Borrby, Ormsö
Borrby är en by (estniska: küla) i Estland. Den ligger på Ormsö som ligger utanför landets västkust, i Ormsö kommun och landskapet Läänemaa, 97 kilometer sydväst om huvudstaden Tallinn. Byn hade 4 invånare år 2011.
Borrby är beläget 6 meter över havsnivån och ligger utmed Ormsös norra kust som är mycket flack. Byn angränsar till Kärrslätt i väster, Hullo i söder och Rälby i väster. Norrut ligger Östersjön och vid kusten ligger udden Östergrynne (eller Austurgrunne, Ormsös nordligaste punkt), halvön Borrby holm (Borrby neem) samt Borrbyviken (Borrby laht) och Rälbyviken. Borrby ligger cirka 4 km norr om Ormsö kommuns centralort Hullo.
Borrby ligger på Ormsö som jämte Nuckö traditionellt har varit centrum för estlandssvenskarna. Ortnamnen på Ormsö minner om estlandssvenskarnas historia. Det estlandssvenska uttalet av byns man är bårrbe. Ormsö avfolkades nästan helt under andra världskriget när flertalet estlandssvenskar flydde till Sverige. 

## Bilder

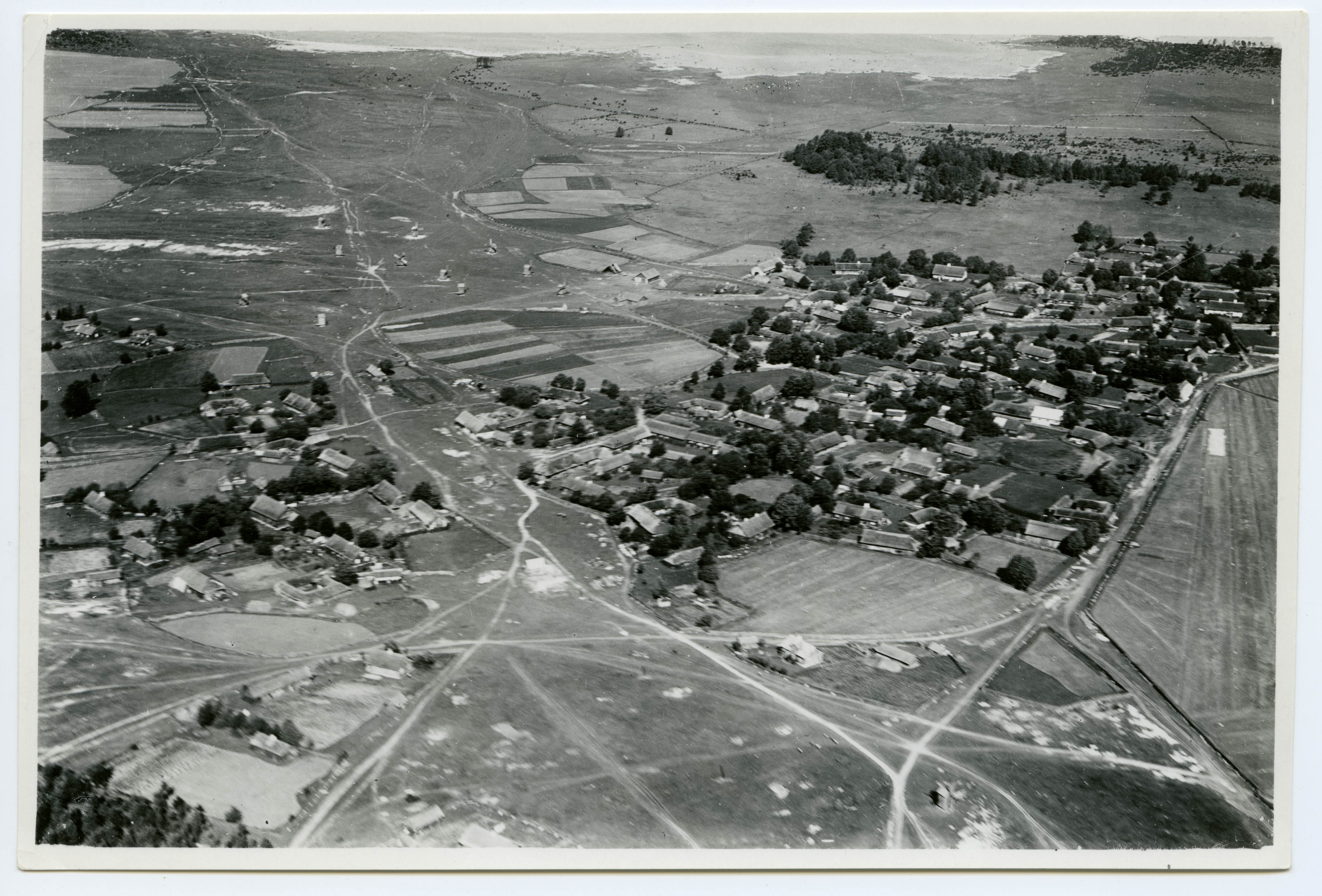
Borrby (Borbi küla) år 1934